# Tekin Çağlar
Tekin Çağlar (ur. 9 lutego 1979) – turecki zapaśnik walczący w stylu klasycznym. Zajął czwarte miejsce na igrzyskach śródziemnomorskich w 2001. Drugi w Pucharze Świata w 2001. Mistrz świata juniorów w 1998 i drugi w 1996. Mistrz Europy juniorów w 1996 i 1999, a trzeci w 1997 i 1998 roku.